# Carmen Polledo
Carmen Amorim Uribelarrea de Polledo, conocida como Carmen Polledo (Buenos Aires, 14 de noviembre de 1952), es una política argentina de Propuesta Republicana (PRO). Se desempeñó como diputada nacional por la ciudad de Buenos Aires entre 2017 y 2021, luego de dos periodos como legisladora de la ciudad entre 2009 y 2017. Desde fines de 2021 a fines de 2022 se desempeñó como Subsecretaria de Relaciones Institucionales del Gobierno de la Ciudad Autónoma de Buenos Aires. Actualmente, es Secretaria para la Igualdad de Género y Asuntos Institucionales del Gobierno de la Ciudad Autónoma de Buenos Aires

## Biografía
Nació en Buenos Aires en 1952, descendiente de la familia Anchorena.
 Se inició en la política en Propuesta Republicana (PRO).
En 2009 asume como legisladora de la Ciudad Autónoma de Buenos Aires por Unión PRO, siendo reelegida en 2013 para un segundo mandato hasta 2017. restantes consiguieron habilitaciones express. Uno de los comercios que recibió una habilitación en tiempo record es TEB SRL, salón donde se casó Mauricio Macri y sede de las convenciones que el partido PRO utiliza todas las elecciones como comando de campaña, las subconcesionaria es la firma Centro Costa Salguero S.A., el presidente de esta empresa es Fernando Polledo Olivera, esposo de la legisladora del bloque del PRO.Siendo imputada defraudación por administración fraudulenta” y acusaron al ministro de Desarrollo Económico, Francisco Adolfo Cabrera y al director de Concesiones, Gabriel Astarloa por corrupción. Allí se desempeñó como presidenta del bloque del PRO y como vicepresidenta primera de la legislatura entre 2015 y 2017, siendo la primera mujer en dicho cargo.
En el ámbito partidario, es vicepresidenta del PRO de la ciudad de Buenos Aires.
En las elecciones legislativas de 2017, fue elegida diputada nacional por la ciudad de Buenos Aires, al ocupar el segundo lugar en la lista de Vamos Juntos. Presidió la comisión de Acción Social y Salud Pública, y en 2018 votó en contra del proyecto de Ley de Interrupción Voluntaria del Embarazo.
 En el debate sobre el proyecto de interrupción voluntaria del embarazo de diciembre de 2020, ejerció como miembro informante del dictamen en minoría en contra del mismo.
Nombrada Subsecretaria de Relaciones Institucionales del Gobierno de la Ciudad Autónoma de Buenos Aires durante el año 2022 y Secretaria para la Igualdad de Género y Asuntos Institucionales del Gobierno de la Ciudad Autónoma de Buenos Aires.